# Las Vegas Sands
Las Vegas Sands Corp. (NYSE: LVS) es una compañía de casinos y complejos turísticos con sede en el suburbio Paradise de la ciudad de Las Vegas, Nevada. Su presidente fue Sheldon Adelson, el vigésimo primer hombre más rico del mundo. A día de hoy el presidente es Robert Glen Goldstein.
Sheldon Adelson anticipó que su compañía pronto sería una empresa principalmente china, además dijo que Las Vegas debería llamarse "La Macao de América".  El presidente y director de operaciones de Las Vegas Sands Corporation dijo, el 12 de febrero de 2007, que Macao había adelantado al Strip de Las Vegas y que lo doblaría en cantidad de casinos en el 2010.

## Historia
Fundada en 1988, fue la operadora y dueña de Sands Hotel, que fue demolido en 1996 para dar espacio al hotel The Venetian, que abrió sus puertas en 1999.
En febrero del 2008, la empresa anunció la adquisición de un avión L-1011 y se planteó que sería usado para traer jugadores desde Asia a sus propiedades en Las Vegas. El avión estaría equipado con tableros de Baccarat para que los pasajeros jugaran mientras sobrevolaban aguas internacionales. Según funcionarios norteamericanos, los impuestos de juegos de Nevada no se aplicarían a este tipo de apuestas.
En agosto de 2013, para evitar que prosiguiera la investigación y un posible juicio, decidieron pactar con las autoridades estadounidenses el pago de 47 millones de dólares por un caso de blanqueo de capitales.

## Propiedades
| Foto | Logo | Propiedad                        | Ubicación         | Fecha de apertura       | Sitio web           |
| ---- | ---- | -------------------------------- | ----------------- | ----------------------- | ------------------- |
|      |      | The Venetian Resort-Hotel-Casino | Las Vegas, Nevada | 3 de mayo de 1999       | venetian.com        |
|      |      | Sands Expo and Convention Center | Las Vegas, Nevada | 1990                    | sandsexpo.com       |
|      |      | Sands Macao                      | Macao SAR, China  | 18 de mayo de 2004      | sands.com.mo        |
|      |      | The Palazzo Resort-Hotel-Casino  | Las Vegas, Nevada | 30 de diciembre de 2007 | palazzolasvegas.com |
|      |      | The Venetian Macao Resort-Hotel  | Macao SAR, China  | 28 de agosto de 2007    | venetianmacao.com   |

### Propiedades anteriores
- El primer hotel fue el Sands Hotel en Las Vegas, que cerró sus puertas el 30 de junio de 1996, y fue demolido el 26 de febrero de ese mismo año.
- El Sands Atlantic City se declaró en bancarrota el 1998 y fue vendido a Carl Icahn en 2000, quien a su vez lo vendió a Pinnacle Entertainment en 2006. Cerró el 11 de noviembre de ese mismo año y fue demolido el 18 de octubre de 2007.

## Hechos relevantes
En septiembre de 2005, la empresa realizó un acuerdo con la ciudad de Zhuhai, Provincia de Cantón, China, para construir un "Resort" de 1.300 acres en la Isla de Hengqin. En diciembre del 2006, la empresa recibió la aprobación final para empezar la construcción del proyecto.
El 26 de mayo de 2006 se le otorgó una licencia para construir un "resort integrado" (casino resort) y tentativamente fue nombrado como Marina Bay Sands, en Marina Bay, Singapur.
La empresa está actualmente construyendo su hotel de marca registrada "Cotai Strip" en Zona Do Aterro de Cotai de Macao, China. El primer casino en el strip de la empresa 'Las Vegas Sands' fue The Venetian Macao, que se abrió el 28 de agosto de 2007.
Las Vegas Sands se encuentra actualmente en fases de desarrollo de resorts, en varias áreas en todo el mundo. Tiene en construcción The Venetian Macao, que será el ancla al igual que otras propiedades bajo construcción a lo largo del strip Cotai en Macao. The Venetian Macao, al igual que las otras propiedades en Macao -The Sands Macao fue construido- y otros centros de entretenimiento que serán desarrollados a lo largo de Cotai Strip en la cual han sobrepasado al Strip de Las Vegas en cantidad de máquinas de juego.
Las Vegas Sands está en varias etapas preliminares de desarrollo de varios resorts en Singapur. Muchas empresas de juegos de azar han solicitado el derecho para construir en este mercado lucrativo y Las Vegas Sands fue la primera en recibir los derechos para desarrollar resorts. El resort es actualmente conocido como The Marina Bay Sands y consta de varios complejos, como el Sands SkyPark, con la piscina infinita más larga del mundo, un Centro de Convenciones y un museo de arte y ciencia. Este resort fue, en la fecha de su apertura, el primer casino permitido en Singapur en los últimos 40 años.
La compañía tiene planeado construir un resort en la isla de Hengqin en China, al igual que un salón de juegos en Pensilvania. Según algunos reportes, también hay intereses en construir un nuevo casino resort en Marlboro, MA. 
Sheldon Adelson confirmó que su empresa tenía en proyecto un macro complejo en Alcorcón, Madrid. Su nombre era Europa Vegas, conocido también como Eurovegas. En diciembre de 2013 este proyecto fue abandonado. [2] 

### The Sands Macao Hotel
El 29 de septiembre de 2007, Adelson anunció que abriría su segundo hotel, The Sands Macao Hotel en Macao, en octubre de ese año. Mark Brown, presidente de Sands Macao y The Venetian Macao Resort Hotel dijo: "Ahora estamos en una posición única en Macao para ofrecer todas las comodidades necesarias y ser un destino para atraer a una amplia gama de visitantes que se hospedan varias noches".

## La propiedad y las acciones
Aproximadamente el 90 % de las acciones de Las Vegas Sands están en manos de personas con información privilegiada de la compañía. Su ejecutivo en jefe, Sheldon Adelson, posee el 65% total de las acciones. A junio de 2022, la capitalización bursátil era de 23 mil millones de dólares.